# Zack Mitchell
Zachery "Zack" Mitchell, född 7 januari 1993, är en kanadensisk professionell ishockeyforward som är kontrakterad till NHL-organisationen Minnesota Wild och spelar för deras primära samarbetspartner Iowa Wild i American Hockey League (AHL). Han har tidigare spelat på lägre nivå för Guelph Storm i Ontario Hockey League (OHL).
Mitchell blev aldrig draftad av någon NHL-organisation.

## Statistik
| 2008–2009  | Toronto Marlboros | GTHL       | 77  | 42  | 48  | 90  | 74  | —  | —  | —  | —  | —  |
| 2009–2010  | Guelph Storm      | OHL        | 59  | 3   | 7   | 10  | 25  | 5  | 2  | 0  | 2  | 0  |
| 2010–2011  | Guelph Storm      | OHL        | 61  | 9   | 10  | 19  | 24  | 6  | 1  | 6  | 7  | 2  |
| 2011–2012  | Guelph Storm      | OHL        | 67  | 37  | 38  | 75  | 32  | 6  | 2  | 2  | 4  | 2  |
| 2012–2013  | Guelph Storm      | OHL        | 68  | 22  | 34  | 56  | 34  | 5  | 1  | 1  | 2  | 4  |
| 2013–2014  | Guelph Storm      | OHL        | 67  | 13  | 52  | 83  | 40  | 20 | 12 | 18 | 30 | 12 |
| 2014–2015  | Iowa Wild         | AHL        | 76  | 17  | 18  | 35  | 12  | —  | —  | —  | —  | —  |
| 2015–2016  | Iowa Wild         | AHL        | 70  | 22  | 20  | 42  | 26  | —  | —  | —  | —  | —  |
| 2016–2017  | Minnesota Wild    | NHL        | 2   | 0   | 0   | 0   | 0   | —  | —  | —  | —  | —  |
|            | Iowa Wild         | AHL        | 11  | 1   | 0   | 1   | 4   | —  | —  | —  | —  | —  |
| NHL totalt | NHL totalt        | NHL totalt | 2   | 0   | 0   | 0   | 0   | —  | —  | —  | —  | —  |
| AHL totalt | AHL totalt        | AHL totalt | 157 | 40  | 38  | 78  | 42  | —  | —  | —  | —  | —  |
| OHL totalt | OHL totalt        | OHL totalt | 322 | 102 | 141 | 243 | 155 | 42 | 18 | 27 | 45 | 20 |